# کوه درینن
کوه درینن (به انگلیسی: Drinnan Peak) یک کوه در کانادا است که در بریتیش کلمبیا واقع شده‌است. کوه درینن ۲٬۵۸۴ متر بالاتر از سطح دریا واقع شده‌است.